# Magdalena Krajewska-Włodarczyk
Magdalena Krajewska-Włodarczyk (ur. 21 lutego 1971) – polska lekarka, doktor habilitowana nauk medycznych i nauk o zdrowiu, wykładowczyni Katedry Chorób Wewnętrznych Wydziału Lekarskiego Uniwersytetu Warmińskiego i Mazurskiego w Olsztynie.

## Życiorys
W 1995 ukończyła studia medyczne w Akademii Medycznej w Gdańsku, 8 kwietnia 2013 obroniła napisaną pod kierunkiem Włodzimierza Samborskiego pracę doktorską Występowanie zespołu metabolicznego i zaburzeń metabolicznych u chorych z łuszczycowym zapaleniem stawów. 19 września 2019 habilitowała się na podstawie dorobku naukowego i pracy zatytułowanej Ocena zmian aparatu paznokciowego w przebiegu łuszczycy i łuszczycowego zapalenia stawów.
Od 2014 związana zawodowo z Uniwersytetem Warmińsko-Mazurskim w Olsztynie. Objęła funkcję adiunkta w Katedrze Chorób Wewnętrznych na Wydziale Lekarskim Uniwersytetu Warmińskiego i Mazurskiego w Olsztynie. Prorektorka UWM do spraw Collegium Medicum w kadencji 2024–2028.
W 2024 została wiceprezeską Zarządu Głównego Polskiego Towarzystwa Reumatologicznego, a w 2018 konsultantką wojewódzką w dziedzinie reumatologii dla województwa warmińsko-mazurskiego.